# رون ويلسون (سياسي)
رون ويلسون (بالإنجليزية: Ron Wilson)‏ هو سياسي أسترالي، ولد في 16 يونيو 1958. انتخب عضو الجمعية التشريعية فيكتوريا عن دائرة Electoral district of Bennettswood ‏ (18 سبتمبر 1999 – 29 نوفمبر 2002).